# Maltese Prehistorische Tempels-serie
Malta heeft in de periode van 2016 tot en met 2022 jaarlijks een nationale 2 euro herdenkingsmunt uitgegeven die gewijd is aan een van de verschillende prehistorische tempels die zich op het eiland bevinden. De tempels die op de munten zijn verschenen zijn: Megalithische tempels van Ġgantija, Megalithische tempel van Ħaġar Qim, Megalithische tempels van Mnajdra, Megalithische tempels van Ta' Ħaġrat, Megalithische tempels van Ta' Skorba, Megalithische tempels van Tarxien en het Ħal Saflieni Hypogeum. Al deze tempels staan vermeld op de UNESCO-Werelderfgoedlijst. De eerste munt die is verschenen was gewijd aan de Megalithische tempels van Ġgantija. Hieronder staat een tabel met een overzicht van de uitgegeven munten:
| Jaar | # | Tempel                               | Afbeelding |
| ---- | - | ------------------------------------ | ---------- |
| 2016 | 1 | Megalithische tempels van Ġgantija   |            |
| 2017 | 2 | Megalithische tempel van Ħaġar Qim   |            |
| 2018 | 3 | Megalithische tempels van Mnajdra    |            |
| 2019 | 4 | Megalithische tempels van Ta' Ħaġrat |            |
| 2020 | 5 | Megalithische tempels van Ta' Skorba |            |
| 2021 | 6 | Megalithische tempels van Tarxien    |            |
| 2022 | 7 | Ħal Saflieni Hypogeum                |            |